# Ауховцы (аккинцы)

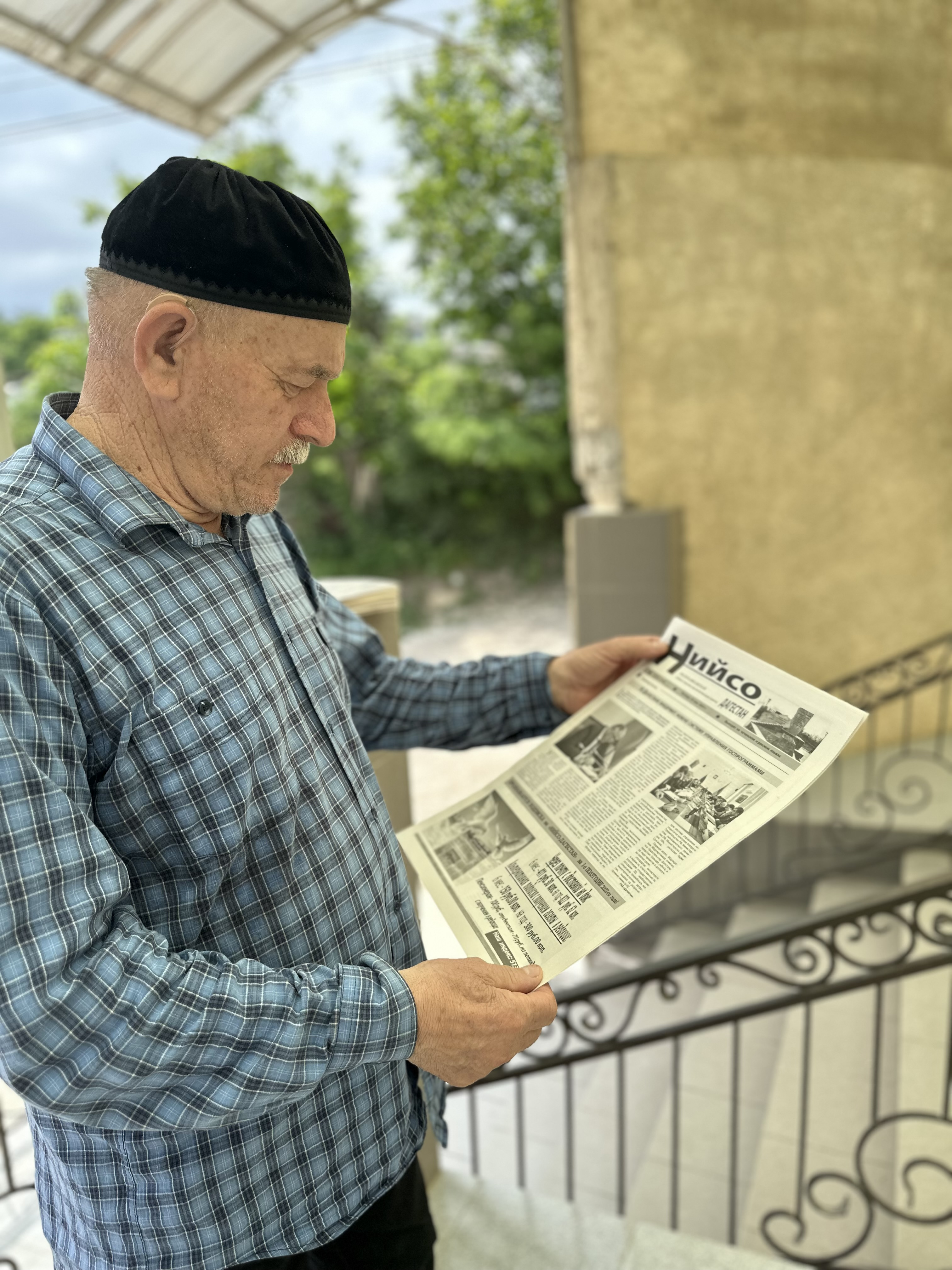
Ауховский чеченец, представитель чеченского тайпа аккой (Ӏаккой)

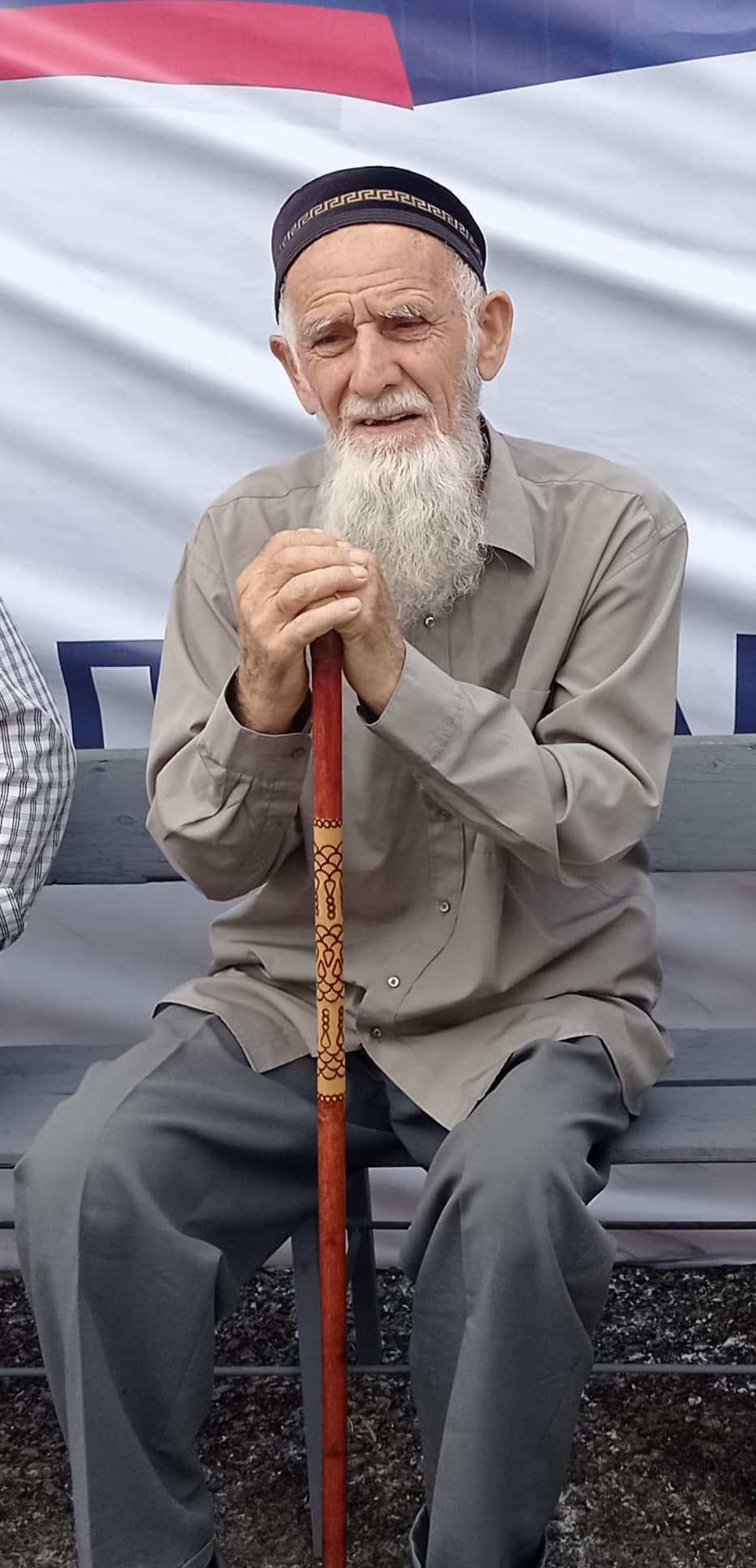
Ауховский чеченец, представитель чеченского тайпа чантий (чӀаьнтий)

Ауховцы (чечен. Ӏовхой или аккинцы (чечен. аьккхий, аккхий); чечен. аренан-аьккхий — «равнинные аккинцы», самоназв. чечен. нахчо/нохчо), также чеченцы-аккинцы, аккинцы-ауховцы, чеченцы-ауховцы — этнографическая группа чеченцев этногруппа, исторически проживающая на территории нынешнего Дагестана. В традиции чеченской этноиерархии является одним из девяти тукхумов. Постановлением Государственного Совета Республики Дагестан от 18 октября 2000 года № 191 чеченцы-аккинцы были отнесены к коренным малочисленным народам Республики Дагестан.
Первые упоминание общества в русских источниках относятся к XVI века. О том что чеченцы-ауховцы жили в Терско-Сулакском междуречье, в домонгольское время указывает Б. Б. Виноградов, куда часть из них переселились из горной части Чечни — Акка. К середине XVI века чеченцы-ауховцы уже обособились в отдельное общество и освоили территорию в верховьях рек Акташ, Ямансу и Ярыксу, получившую название Аух. В состав чеченцев-ауховцев помимо переселенцев из Акка, участвовали представители тайпов нохчмахкахойцев, орстхойцев, чеберлойцев и других тукхумов чеченцев. В XVI—XVII веках общество вошло в соприкосновение с аварцами, кумыками, гребенскими и терскими казаками на Тереке, Русским государством (русскими из Терского города и пр.). В XIX веке, наряду с другими северокавказскими народами, чеченцы-ауховцы участвовали в Кавказской войне на стороне Северо-Кавказского имамата, в XX веке пережили интеграцию в социалистическое общество СССР и депортацию в Среднюю Азию, а на рубеже XX и XXI веков были военный конфликт пытавшейся самоопределиться Ичкерии. В наши дни в среде аккинцев-ауховцев не прекращаются требования об автономии и восстановлении Ауховского района). В энциклопедии Г. А. Леера 1883 года ауховцы указаны обществом народа нахче.
Аккинцы (ауховцы) на данный момент проживают на территориях Новолакского (бывшего Ауховского), Хасавюртовского, Бабаюртовского и Казбековского районов современного центрального Дагестана, по рекам Ямансу, Ярыксу, Акташ и Аксай (ранее Восточной Чечни). В официальных переписях населения СССР и современной России аккинцы (ауховцы) часто идентифицировали себя как аккинцы, чеченцы-аккинцы, ауховцы или просто чеченцы. Данные по численности, согласно переписи 2002 года, — 218 человек (из них в Дагестане 116 человек), согласно переписи 2010 года, — 76 человек (из них в Дагестане 15 человек), по оценке 2010 года — около 93 тысяч человек. Говорят на аккинском диалекте чеченского языка. Носителей аккинского диалекта насчитывается не менее 50 тысяч человек. Религия — ислам суннитского толка.

## Название

### Экзоэтнонимы
В XVI—XVII веках в документах Русского царства появился экзоэтноним ококи (варианты написания — акозы, акочане, окохи, окоцкие люди, окочане, окочаны, окоченя, окуки, окучане), который многие исследователи считают первым упоминанием нахской этногруппы аккинцев-ауховцев. Это название могло быть искажением в русском языке от самоназвания общества — аккинцы (существует и иная точка зрения, согласно которой под ококами понимаются нохчмахкахойцы).
Ещё один экзоэтноним — карабулаки — наименование, которым в XVIII—XIX веках русскоязычное население Северного Кавказа называло нахскую народность орстхойцев, однако, иногда это имя применялось и к аккинцам-ауховцам, так как орстхойцы/карабулаки составляли значительную часть переселенцев, участвовавших в формировании этой этногруппы. В исследовательских работах XX века такое дублирование названий отмечал.
В XIX веке аккинцы-ауховцы всё ещё не относились к собственно чеченцам, в это время получил распространение этноним ауховцы, как представители Ауховского общества и жители Ауховского округа (название связано с топонимом Аух). Иногда их включали в общее понятие чеченцы русские исследователи Кавказа, в те времена использовавшие термин чеченцы синонимично современному понятию вайнахи/нахи. Российский офицер, первый чеченец написавший этнографическое исследование на русском языке У. Лаудаев, в 1872 году сообщал, что наименование ауховцы инородное, и дали его аккинцам-ауховцам соседи — кумыки и русские переселенцы. Со временем это имя стало использоваться как второе самоназвание. В наши дни некоторыми чеченскими исследователями высказывается мнение о происхождении имени ауховцы из нахских языков (см. § Эндоэтнонимы).
Ещё один экзоэтноним — карабулаки — наименование, которым в XVIII—XIX веках русскоязычное население Северного Кавказа называло нахскую народность орстхойцев, однако, иногда это имя применялось и к аккинцам-ауховцам, так как орстхойцы/карабулаки составляли значительную часть переселенцев, участвовавших в формировании этой этногруппы. В исследовательских работах XX века такое дублирование названий отмечал советский исследователь-краевед А. С. Сулейманов.
Иногда в научных работах авторы называют аккинцев-ауховцев, в противоположность горным аккинцам — равнинными аккинцами (ара-аьккхий, аренан-аьккхий), либо учёные противопоставляют эти этногруппы как западные аккинцы — восточные аккинцы. В XIX веке У. Лаудаев сообщал о религиозном противопоставлении этих групп — горные аккинцы, как ещё не принявшие ислам, назывались керестан-аккий, в отличие от аккинцев-ауховцев, уже исламизированных к этому времени (в XIX веке керестан — «христианами», нахи называли всех иноверцев, в том числе и язычников). В работе А. С. Сулейманова 1978 года высказано мнение (не подтверждённое), что название равнинные аккинцы включало в себя и орстхойцев/карабулаков и аккинцев-ауховцев, а в работе 1997 года исследователь-краевед писал, что этноним равнинные аккинцы покрывал ещё дополнительно и эргастойцев с балойцами.

### Эндоэтнонимы
C XX века представители аккинцев-ауховцев начали самоидентифицировать себя как чеченцы, в связи с чем они стали использовать общечеченское самоназвание нохчий. Однако, вместе с этим, многие аккинцы-ауховцы и сегодня продолжают считать себя отдельной нахской народностью, предпочитая по отношению к себе древнее название аккинцы (э̄кхкхи) или общее имя вайнахи (см. § Этническая принадлежность). Другой этноним — ауховцы, сегодня к себе аккинцы-ауховцы почти не применяют, широкое его использование относилось к XIX веку. Ряд чеченских исследователей считают его не инородным, а этимологически восходящим к какому-либо понятию в нахских языках. А. С. Сулейманов связывал это имя с древневайнахским авхой/аухой/овхой — «рыболовы», «рыбаки» (в работе 1997 года он добавляет «мореходы»). По мнению историка Я. З. Ахмадов этимология названия Аух/Авхар/Овхой, скорее всего, производная от диалектного охьа/оӀвха — в значении «вниз к равнине», «равнинные». У ингушей ауховцы известны под названием аьккхий (аккинцы):686 или Iовхой (ауховцы).
В наши дни в научной и публицистической литературе аккинцев-ауховцев как средневековую нахскую этногруппу и как современный субэтнос чеченцев именуют аккинцами, ауховцами, аккинцами-ауховцами, а для периода существования аккинцев-ауховцев с XX века (времени воспринятия ими чеченской идентичности) актуальны этнонимы чеченцы-аккинцы и чеченцы-ауховцы. Наименование в русском языке аккинцы — это транскрипция из ингушского и чеченского языков — аьккхий. Так же в ингушском звучит и прилагательное «аккинский» — аьккхий, в чеченском оно употребляется в несколько другом виде — аьккхийн. Именование представителя народности в единственном числе «аккинец», «аккинка» в ингушском языке — аьккхе, в чеченском — аьккхи.

### Этимология
Своё название аккинцы-ауховцы получили от горных аккинцев, переселенцев из региона на границе современных Чечни и Ингушетии. Согласно мнению ряда исследователей, именно горные аккинцы стали ядром формирования средневекового общества аккинцев-ауховцев. Само название аккинцы является производным от места их происхождения — исторической области Акка. О происхождении названия аккинцев-ауховцев в XIX веке писал У. Лаудаев:

«Собственно Нахчой называется общество бывшаго Чеченскаго округа; прочія-же общества, лишь поверхностно называясь этимъ именемъ, имѣютъ каждое для себя особыя названія. Ауховцы называются Аккій; названіе это они получили отъ того, что, живя прежде въ Аргунскомъ округѣ, составляли членовъ Аккинской фамиліи.»
«… сами-же они [аккинцы-ауховцы] для себя, какъ и отъ чеченцевъ, удержали названіе первобытной фамиліи Аккій, т. е. выходцевъ изъ Акки.»
— У. Лаудаев «Чеченское племя, Сборникъ свѣдѣній о Кавказскихъ горцахъ», 1872.

### Варианты орфографии этнонима
| Русскоязычная орфография                                     | Нахоязычная орфография                              | Форма употребления названия                      | Год                         | Исследователи                |
| В источниках Русского царства (возм. искажённое от аккинцы): |                                                     |                                                  |                             |                              |
| Ококи                                                        |                                                     |                                                  |                             |                              |
| От топонима Акка:                                            |                                                     |                                                  |                             |                              |
| Акки                                                         |                                                     | народность (самоназвание)                        | 1936                        | Мальсагов З. К.              |
| Аккий                                                        |                                                     | общество/фамилия (самоназвание)                  | 1872                        | Лаудаев У.                   |
| Аккинцы                                                      |                                                     | народность                                       | 1936                        | Мальсагов З. К.              |
| Аккинцы                                                      | общество                                            | 1997                                             | Сулейманов А. С.            |                              |
| Аккинцы                                                      | этническая группа/отдельный народ                   | 2015                                             | Гакаев Д. Ж., Коряков Ю. Б. |                              |
| Аккхий                                                       |                                                     | этническая группа/отдельный народ (самоназвание) | 2015                        | Гакаев Д. Ж., Коряков Ю. Б.  |
|                                                              | Аьккхий                                             | тукхум                                           | 1962                        | Мамакаев М. А.               |
| 1973                                                         | Аьккхий                                             | тукхум                                           |                             | Мамакаев М. А.               |
| общество                                                     | Аьккхий                                             | 1997                                             | Сулейманов А. С.            |                              |
| От топонима Аух:                                             |                                                     |                                                  |                             |                              |
| Аух                                                          |                                                     | общество                                         | 1872 (1856)                 | Сафаров Ю.-Х., Линевич И. П. |
| Ауховцы                                                      |                                                     | род племени                                      | 1863                        | Семёнов-Тян-Шанский П. П.    |
| Ауховцы                                                      | общество/фамилия (экзоэтноним от кумыков и русских) | 1872                                             | Лаудаев У.                  |                              |
| Ауховцы                                                      | народность (экзоэтноним от кумыков)                 | 1936                                             | Мальсагов З. К.             |                              |
| Ауховцы                                                      | общество                                            | 1997                                             | Сулейманов А. С.            |                              |
| Ауховцы                                                      | этническая группа/отдельный народ (экзоэтноним)     | 2015                                             | Гакаев Д. Ж., Коряков Ю. Б. |                              |
| Прочее:                                                      |                                                     |                                                  |                             |                              |
| Аккинцы-ауховцы                                              |                                                     | общество                                         | 1997                        | Сулейманов А. С.             |
|                                                              | Аренан-аьккхий                                      | общество                                         | 1997                        | Сулейманов А. С.             |
| Карабулаки                                                   |                                                     | общество                                         | 1997                        | Сулейманов А. С.             |
| Чеченцы-аккинцы                                              |                                                     | общество                                         | 1997                        | Сулейманов А. С.             |

## Общие сведения
Как и многие народы на определённом этапе своего развития, нахи использовали сложную систему названий для существовавших в их среде форм объединений, структура которых состояла из групп разной численности и статуса, включая доьзалы, ца, некъи, гары, вары и тайпы. В середине XX века ряд исследователей разработали некую классификацию, согласно которой бо́льшая часть тайпов образовывала своеобразные союзы — тукхумы (у чеченцев сначала их было выделено 8, потом 9) и шахары (у ингушей выделено 7). Сегодня считается, что тукхумы и шахары — это дефиниции для обозначения племени или региона в Чечне и Ингушетии. В связи с неоднозначным пониманием названий нахских объединений, ещё с XIX века в российском кавказоведении применительно к ним использовался термин общество (см. Нахские народы § Этно-социальная иерархия).

### Этническая принадлежность
Отдельные средневековые нахские общества (старорусск. горские люди) и заселяемые ими территории (старорусск. горские землицы) известны уже в XVI веке. К середине этого века аккинцы-ауховцы представляли собой нахскую этногруппу, ядром которой, по мнению некоторых исследователей, были нахоязычные выходцы из исторической области Акка. Формирование собственно чеченцев, с осознанием своего этнокультурного единства складывалось несколько позднее — процесс консолидации восточных нахов в единый чеченский народ охватывает период с XVI по XVIII века; единое самоназвание было воспринято массами в XVIII — начале XIX веков, а по мнению некоторых исследователей ещё позднее — в начале XX века и, вероятно, даже в этом веке ещё не наступило полное этническое объединение чеченцев.
До революции 1917 года и в первые десятилетия советского государства в работах исследователей и различных документах могла указываться не соответствующая современным представлениям этнономенклатура Северного Кавказа. Нередки случаи, когда нахские этнические объединения указывались под этнонимом черкесы, помимо собственно адыгоязычных народов (также черкесами иногда называли дагестанцев и карачаевцев). Например в 1-м томе «Географическо-статистического словаря Российской империи» за 1863 год аккинцы-ауховцы (в источнике ауховцы) названы родом черкесского племени. Также в российском кавказоведении исследователи иногда объединяли все нахские этно-территориальные группы (аккинцев, аккинцев-ауховцев, бацбийцев, орстхойцев и других, включая собственно чеченцев, а иногда даже и ингушей) под одним именем — чеченцы (с самоназванием нахче) (также существовал вариант кисты). В современной науке для этой общности используют другой родовой термин — нахские народы и/или народности, этногруппы.
Вплоть до наших дней аккинцы-ауховцы, и некоторые другие этногруппы вайнахов, находятся в процессе консолидации в единый чеченский народ и на сегодня фактически стали субэтносом чеченцев. В какой-то период они начали осознавать себя чеченцами, однако, вместе с этим, многие аккинцы-ауховцы и сегодня продолжают считать себя отдельной нахской народностью, сохраняя собственное самоназвание — аккинцы, и языковые отличия — аккинский диалект. В созданной в XX веке некоторыми исследователями классификации аккинцы-ауховцы — это чеченский тукхум Аккий, однако деление на тукхумы не общепризнано (см. Нахские народы § Этно-социальная иерархия). Оставшихся в Акка аккинцев традиционно считают тайпом и именуют, в противоположность равнинным аккинцам — горными аккинцами (см. § Экзоэтнонимы). Эти общества сложились независимо друг от друга и прямых родственных связей между ними на сегодня не зафиксировано. После депортации 1944 года потомки горных аккинцев проживают за пределами Акка, территория которой до начала XXI века оставалась необитаема.

### Состав (тайпы и родовые ветви)
Составляющие субэтнос равнинных аккинцев различные общества и родовые ветви (тайпы, гары, некъи) исследователями рубежа XX—XXI веков ещё достаточно не изучены. На сегодня известно, что они представляли/представляют смешанную в племенном отношении группу, образовавшуюся из тайпов орстхойцев, чеченцев (преимущественно нохчмахкахойцев) и, в большей степени (напр., по мнению И. А. Арсаханова), или в меньшей степени (напр., по мнению Н. Г. Волковой) горных аккинцев. В научных и публицистических работах встречаются не полные и различающиеся между собой списки обществ, относящихся к аккинцам-ауховцам.
Список союзов обществ, обществ (тайпы), родовых ветвей (гары, некъи) и фамилий (ца, доьзал) аккинцев-ауховцев: 1. — согласно И. А. Арсаханову (1959), 2. — согласно М. А. Мамакаеву (1973), 3. — согласно А. С. Сулейманову (1997), 4. — согласно А. И. Дадаевой (2005), 5. — согласно другим источникам.
| Общества и родовые ветви собственно аккинцев-ауховцев:                                                                                  |                                               |                                               |           |    |           |    |    |                                          |                           |
| Общества и родовые ветви (тайпы, гары, некъи)                                                                                           | Общества и родовые ветви (тайпы, гары, некъи) | Общества и родовые ветви (тайпы, гары, некъи) | 1.        | 2. | 3.        | 4. | 5. | Фамилии XIX, XX и XXI веков (ца, доьзал) | Основные поселения в Аухе |
| 1 | Аккой                                         | Аккой                                         | —         | —  | +         | —  |    |                                          | Албури-Отар, Юрт-Аух      |
| |                                               | Беси-некъе                                    | —         |    |           |    |    | Бесеновы                                 |                           |
| |                                               | Ойтк-Хажи-некъе                               | —         |    |           |    |    | Хаджиевы                                 |                           |
| |                                               | Тепсарки-некъе                                | —         |    |           |    |    | Тепсуркаевы                              |                           |
| |                                               | Техар-некъе                                   | —         |    |           |    |    | Дагировы                                 |                           |
| 2 | Барчхой                                       | Барчхой                                       | +         | +  | +         | +  |    | Дадаевы и др.                            | Барчхой-Отар, Гачалка     |
| 3 | Боной                                         | Боной                                         | +         | —  | +         | —  |    |                                          | Бони-Эвла                 |
| 4 | Гачалкой                                      | Гачалкой                                      | —         |    |           |    |    |                                          |                           |
| Гипотеза: в XVI—XVIII вв. крупное общество, включало разные тайпы: Зогой, часть Кхархой и др.                                           |                                               |                                               |           |    |           |    |    |                                          |                           |
| 5 | Жевой                                         | Жевой                                         | +         | +  | +         | +  |    | Борушевы                                 |                           |
| 6 | Кушкаш                                        | Кушкаш                                        | —         |    |           |    |    |                                          |                           |
| 7 | Меркхой                                       | Меркхой                                       | —         | —  | +         | —  |    |                                          |                           |
| 8 | Ноккхой                                       | Ноккхой                                       | +         | +  | +         | +  |    | Алиевы и др.                             | Кешен-Аух, Юрт-Аух        |
| 9 | Пхарчхой                                      | Пхарчхой                                      | +         | +  | +         | +  | +  | Атаевы и др.                             | Пхарчхой-Эвл, Юрт-Аух     |
| Гипотеза: в XVI—XVIII веках крупное общество, включало представителей различных тайпов                                                  |                                               |                                               |           |    |           |    |    |                                          |                           |
| |                                               | Гаке-некъе                                    | —         |    |           |    |    |                                          |                           |
| |                                               | Дейги-некъе                                   | —         |    |           |    |    |                                          |                           |
| |                                               | Зоки-некъе                                    | —         |    |           |    |    |                                          |                           |
| |                                               | Майсгар                                       | —         |    |           |    |    |                                          |                           |
| |                                               | Минги-некъе                                   | —         |    |           |    |    |                                          |                           |
| |                                               | Салман-некъе                                  | —         |    |           |    |    |                                          |                           |
| |                                               | Чирой-некъе                                   | —         |    |           |    |    |                                          |                           |
| 10 |                                               | Чонтой-некъе → тайп                           | —         | —  | +         | +  |    | Адильбиевы и др.                         | Чонтой-Эвл                |
| 11 | Хиндахой                                      | Хиндахой                                      | —         |    |           |    |    |                                          |                           |
| 12 | Чхарой                                        | Чхарой                                        | —         | —  | +         | —  |    |                                          |                           |
| 13 | Шинрой                                        | Шинрой                                        | —         | —  | +         | —  |    | Ильясхановы и др.                        | Кешен-Аух, Юрт-Аух        |
| 14 | Салой                                         | Салой                                         | —         | —  | +         | —  |    | Батырсултановы и др.                     |                           |
| Прочие общества и родовые ветви, некоторые представители которых переселились в Аух и также участвовали в этногенезе аккинцев-ауховцев: |                                               |                                               |           |    |           |    |    |                                          |                           |
| Общества и родовые ветви (тайпы, гары, некъи)                                                                                           | Общества и родовые ветви (тайпы, гары, некъи) | Общества и родовые ветви (тайпы, гары, некъи) | 1.        | 2. | 3.        | 4. | 5. | Фамилии XIX, XX и XXI веков (ца, доьзал) | Основные поселения в Аухе |
| Из Галайн-Чожа: |                                               |                                               |           |    |           |    |    |                                          |                           |
| 1 | Зогой                                         | Зогой                                         | +         | +  | +         | +  |    | Абдулшайховы и др.                       | Банай-Юрт и др.           |
| |                                               | Алгши-некъе                                   | —         |    |           |    |    |                                          |                           |
| |                                               | Гади-некъе                                    | [ К. 31 ] |    |           |    |    |                                          |                           |
| |                                               | Мажри-некъе                                   | —         |    |           |    |    |                                          |                           |
| |                                               | Убти-некъе                                    | [ К. 31 ] |    |           |    |    |                                          |                           |
| |                                               | Хухигш-некъе                                  | —         |    |           |    |    | Мусламовы                                |                           |
| 2 | Кевой                                         | Кевой                                         | +         | —  | —         | +  |    |                                          | Бамматюрт                 |
| 3 | Пешхой                                        | Пешхой                                        | +         |    |           |    |    |                                          |                           |
| Из Нагорной Ингушетии: |                                               |                                               |           |    |           |    |    |                                          |                           |
| 1 | Бацой                                         | Бацой                                         | +         |    |           |    |    |                                          |                           |
| 2 | Вяппий                                        | Вяппий                                        | +         | +  | +         | +  |    | Байсунгуровы и др.                       |                           |
| 3 | Гулой(Мержой)                                 | Гулой(Мержой)                                 | +         |    |           |    |    |                                          |                           |
| 4 | Коастой                                       | Коастой                                       | —         |    |           |    |    |                                          |                           |
| 5 | Кхархой                                       | Кхархой                                       | +         | —  | [ К. 41 ] | +  | +  |                                          |                           |
| 6 | Овршой                                        | Овршой                                        | +         |    |           |    |    |                                          |                           |
| Из Нохчий-Мохк (нохчмахкахойцы/ичкеринцы):                                                                                              |                                               |                                               |           |    |           |    |    |                                          |                           |
| 1 | Аллерой                                       | Аллерой                                       | —         |    |           |    |    |                                          |                           |
| 2 | Беной                                         | Беной                                         | —         |    |           |    |    |                                          |                           |
| 3 | Билтой                                        | Билтой                                        | +         |    |           |    |    | Асхабовы и др.                           |                           |
| 4 | Бийтарой                                      | Бийтарой                                      | —         |    |           |    |    | Алибековы и др.                          |                           |
| 5 | Гендарганой                                   | Гендарганой                                   | —         |    |           |    |    | Шикиевы                                  |                           |
| 6 | Гордалой                                      | Гордалой                                      | —         |    |           |    |    |                                          |                           |
| 7 | Гуной                                         | Гуной                                         | —         |    |           |    |    |                                          |                           |
| 8 | Дишний                                        | Дишний                                        | —         |    |           |    |    | Музиевы                                  |                           |
| 9 | Зандакой                                      | Зандакой                                      | +         |    |           |    |    |                                          |                           |
| 10 | Курчалой                                      | Курчалой                                      | +         |    |           |    |    |                                          |                           |
| 11 | Цонтарой                                      | Цонтарой                                      | +         |    |           |    |    | Сайтиевы                                 |                           |
| |                                               | ТӀултӀи-некъе                                 | —         |    |           |    |    |                                          |                           |
| 12 | Чартой                                        | Чартой                                        | —         |    |           |    |    |                                          |                           |
| 13 | Чунгрой                                       | Чунгрой                                       | —         | —  | +         | +  |    | Дадаевы и др.                            |                           |
| 14 | Ширдой                                        | Ширдой                                        | —         |    |           |    |    |                                          |                           |
| 15 | Эгашбатой                                     | Эгашбатой                                     | —         |    |           |    |    |                                          |                           |
| 16 | выходцы из сёл Гиляны, Даттах и Чечель-Хи     | выходцы из сёл Гиляны, Даттах и Чечель-Хи     | —         |    | +         |    |    |                                          |                           |
| Из Орстхой-Мохк (орстхойцы/карабулаки):                                                                                                 |                                               |                                               |           |    |           |    |    |                                          |                           |
| 1 | Мержой                                        | Мержой                                        | +         |    |           |    |    | Мусаевы                                  |                           |
| 2 | Цечой                                         | Цечой                                         | +         |    |           |    |    | Юсуповы                                  | Кешен-Аух                 |
| Из Чаберла (чеберлоевцы): |                                               |                                               |           |    |           |    |    |                                          |                           |
| 1 | Шебарлой                                      | Шебарлой                                      | —         |    |           |    |    |                                          | Шебарлой-Эвла             |
| Из Чанты (чантийцы): |                                               |                                               |           |    |           |    |    |                                          |                           |
| 1 | Чентий                                        | Чентий                                        | +         | —  | +         | —  |    | Батаевы и др.                            |                           |
| Из Шарой (шаройцы): |                                               |                                               |           |    |           |    |    |                                          |                           |
| 1 | Шарой                                         | Шарой                                         | —         |    |           |    | +  | †                                        | † 3 селения               |

### Расселение и численность
Территория расселения аккинцев-ауховцев находится в Терско-Сулакском междуречье (Кумыкская равнина, геогр. область в совр. Дагестане), некоторые исследователи, например, краевед А. С. Сулейманов, указывают общие границы их проживания: на востоке — по левому берегу реки Сулак, на севере — по правому берегу реки Терек, на западе и юге — по границе Чечни. Однако, фактическая территория проживания аккинцев-ауховцев занимает только часть Терско-Сулакского междуречья — это верховья рек Акташ, Ямансу и Ярыксу. Здесь находится историческая область обитания этой народности — Аух, для которой также используется нахоязычное название — Аьккхийн-мохк («Земля аккинцев») или Овхойн-мохк («Земля ауховцев»). Ряд чеченских учёных высказывают неподтверждённые предположения о расселении средневековых аккинцев-ауховцев на более обширной территории — вплоть до Каспийского моря (см. § Альтернативные гипотезы).
По всеобщей переписи ДАССР в 1926 году аккинцы-ауховцы проживали в 84 населённых пунктах. Согласно переписи 1939 года на аккинском диалекте говорили 14 750 человек, в конце 1950-х годов, после возвращения вайнахов из депортации, на нём общались в сёлах Акташ-Аух, Алтамурза-Юрт, Банай-Аул, Кешен-Аух, Минай-Тугай, Ярыксу-Аух (Хасав-Юртовский район ДАССР). Несколько позднее других населённых пунктов, аккинцы-ауховцы вернулись/заселились в Юрт-Аух и Хасавюрт. В начале XXI века использование аккинского диалекта происходит в том же районе — на западе центрального Дагестана. По переписи 2002 года в Республике Дагестан зафиксировано 87 213 носителей чеченского языка, сколько из них аккинцев-ауховцев и сколько из них владеет аккинским диалектом — не известно (аккинцами-ауховцами записалось только 116 человек).
В наши дни в центральных районах Республики Дагестан — Хасавюртовском, Новолакском, Бабаюртовском, Казбековском, Кизилюртовском и ряде других, проживают чеченцы. Некоторая часть из них — это аккинцы-ауховцы, по ряду оценок насчитывающие около 50 000 человек.

## Этническая история
Издавна северокавказские горские племена стремились переселиться в Предкавказье — на предгорья и равнины, но сильные на определённом историческом этапе степные народы теснили их обратно в горы. В эпоху Позднего Средневековья «горная блокада» ослабела и процесс миграции на равнины, имевший разный характер для разных этногрупп, начал набирать обороты. Современной наукой точно не установлена хронология переселений горских племён, неизвестна датировка начала этого процесса и частота миграционных волн. Исследователи предполагают разные временные периоды движения горцев, иногда начиная с XIV века, но, на сегодня подтверждённые свидетельства массовой миграции относятся только к XV—XVI векам.
В этот период некоторая часть абазинцев, балкарцев, карачаевцев, нахов и осетин, для которых вставал вопрос нехватки сельскохозяйственных земель, снялась с обжитых мест. На равнинах горцы были вынуждены вступать в даннические отношения с аварскими, кабардинскими и кумыкскими феодальными владельцами, контролировавшими эти территории. В последующие XVII и XVIII века, а для некоторых обществ, вплоть до первой половины XIX века, это служило причиной сложных политических взаимоотношений и частых междоусобиц в зоне Предкавказья.

### Переселение горных аккинцев

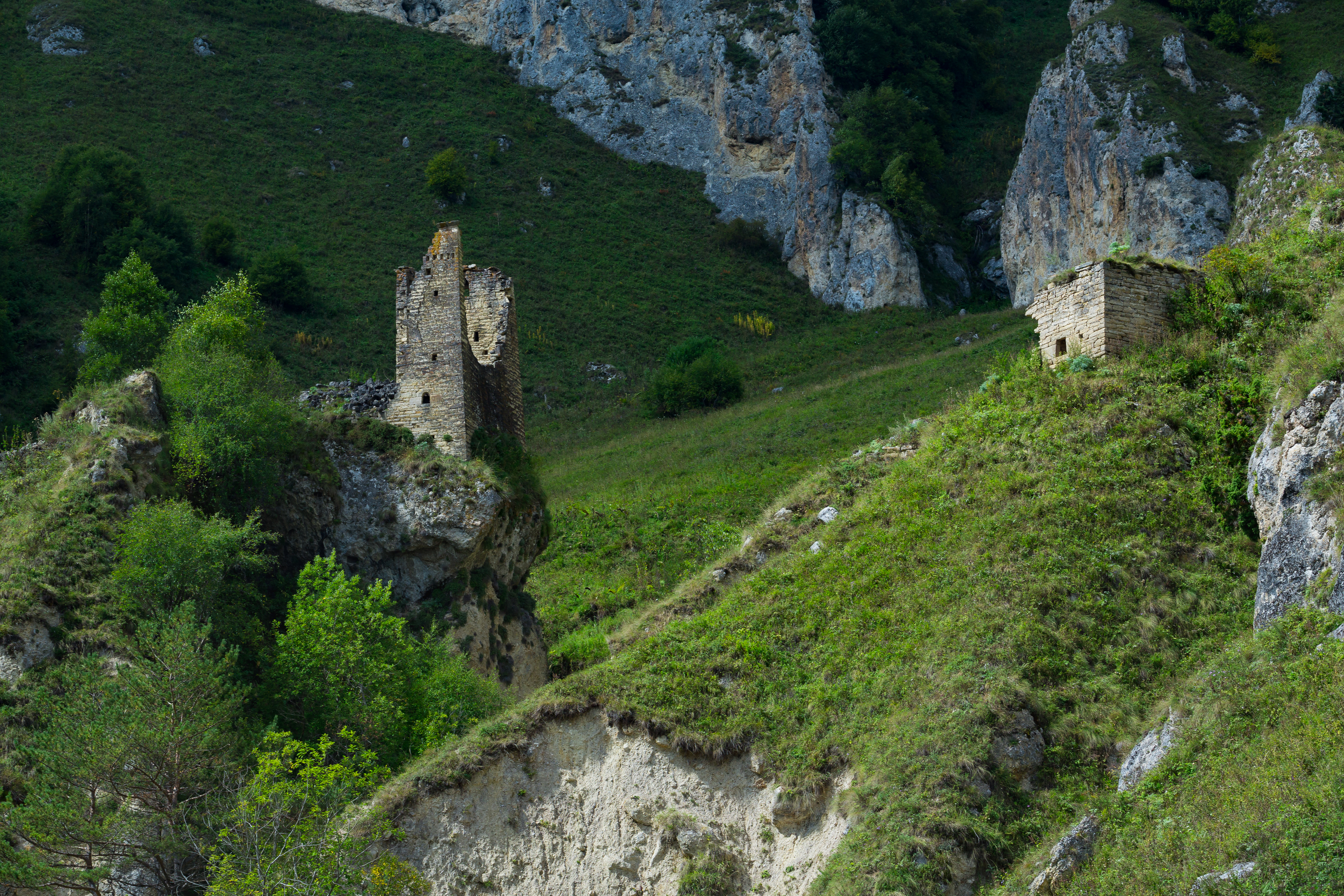
Предположительная локализация исчезнувшего аула Мозарга — возможная родина аккинских переселенцев в Аух (фото А. А. Берсаева, 2016 г., остатки башни Дисхи и склеп).

Помимо различных горских этногрупп в миграционные процессы на Северном Кавказе оказалась вовлечена и часть нахской народности горных аккинцев, которая проживала в исторической области Акка в верховьях реки Гехи. Поводом для их переселения могли послужить раздоры с соседями, но основной причиной, вероятно, было то, что «скудная почва земли, принадлежащая этому обществу, заставила половину этой фамиліи переселиться въ Аухъ, …». В XX веке гипотезу о нужде горных аккинцев в равнинных угодьях поддержал чеченский исследователь и писатель Х. Д. Ошаев. По неподтверждённому мнению А. С. Сулейманова, все переселенцы в Аух были выходцами из аккинского аула Мозарга.
Переселение части горных аккинцев на равнину происходило с запада на восток. Миграция происходила в несколько этапов: сначала часть переселенцев осела в низовьях реки Аргун (в районе реки Мичик), а позднее они передвинулись в Терско-Сулакское междуречье — в верховья рек Ямансу и Ярыксу (историческая область Аух, часть Кумыкской равнины, местность в совр. Дагестане). У. Лаудаев сообщает о том, что аккинцы переселились в предгорья под покровительство аварского хана. Время переселения аккинцев на равнину сегодня не установлено. Среди некоторых исследователей существует неподтверждённая версия, что уже в XIV веке аккинцы заселили Терско-Сулакское междуречье, в академических работах период указывается более осторожно — не позднее XVI века.

#### Легендарные сказания
В 1971 году, со слов аккинца-ауховца из Бони-юрт, Н. Г. Волкова записала предание, свидетельствующее о неком переселении горных аккинцев. Согласно рассказчику, некогда аккинцы, вышедшие из Шами (Сирия) обосновались под горой Казбек, но, враждуя с бацави-гурджи (грузины), они вынуждены были уйти в местность Гӏула (местность у реки Гулой-хи?). Отсюда их вынудили уйти нападения гӏалмакхой (калмыков?, татар?) и они поселились на реке Мичик, но, когда вновь на них напали гӏалмакхой, то аккинцы переселились в предгорья к реке Ямансу, где и образовали свои поселения. Следует понимать, что сирийское происхождение некоторых этногрупп нахов — это явно сомнительная деталь многих родовых легенд. По мнению советского грузинского историка абхазского происхождения, д.и.н., профессора Г. З. Анчабадзе, вероятнее всего она связана с распространением ислама.
Мелентий Ольшевский в своих мемуарах, во время своего нахождения на Кавказе с 1844 по 1864 годы, пишет о неком прародителе чеченцев и могучем богатыре Нохчэ, который своим 12-ти сыновьям, таким же могучим, заповедовал занять каждому собственную гору, дабы избежать распрей в будущем.
Разделившись на двенадцать отдельных семей, сыновья Нохчэ, места своего водворения назвали по своим именам, и с того времени образовались общества, известные нам и поныне: Ичкери, Аух, Чабирли, Шубухи, Шато, Дзумсо, Кисти, Цори, Галаш, Галгай, Джерах и Ангушт.

### Формирование общества в Аухе

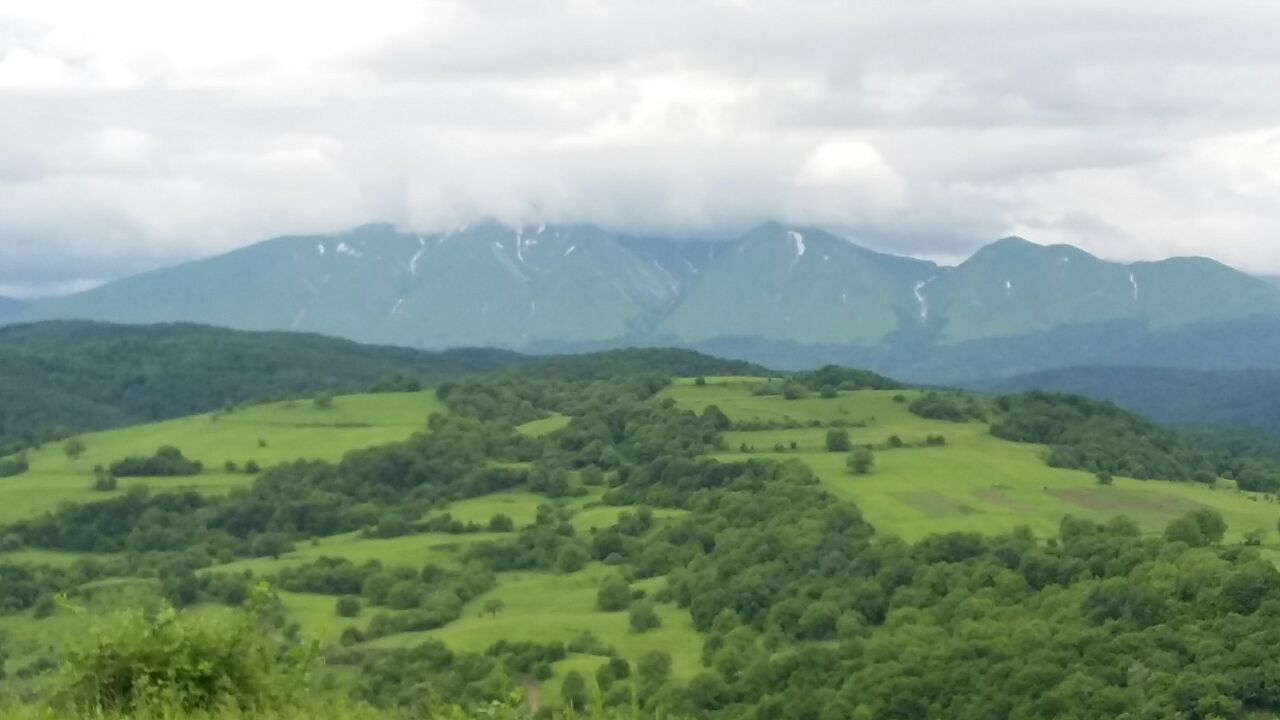
Историческая область Аух (фото У. С.-М. Тахиргерана, 2016 г., местность в районе исчезнувшего поселения аккойцев Албури-отар).

Формирование нахской этногруппы аккинцев-ауховцев приходилось на эпоху Позднего Средневековья, однако, современной наукой временные рамки этого процесса точно не установлены. Существует версия, что уже в XIV веке горные аккинцы заселили Терско-Сулакское междуречье, но после нашествия Тимура (война с Золотой Ордой), который в 1395 году разгромил на Тереке золотоордынского хана Тохтамыша, были вынуждены бежать в горы. После ухода завоевателей, они сразу вернулись и в короткие сроки воссоздали аулы Парчхой и Юрт-Аух, заложили новые селения в предгорьях по Ямансу и в междуречье Аксая и Акташа.
Также существует предположение, что в конце XIV века они не повторно, а только впервые, вместе с орстхойцами, вышли на равнины, а другая гипотеза рассматривает освоение горными аккинцами Терско-Сулакского междуречья вообще только в XVI веке. Причём ряд исследователей считают заселение в XVI веке повторным, после вторжений завоевателей, а ряд видит в этот период только первые шаги аккинцев на этой территории.
В любом случае, не позднее второй половины XVI века горные аккинцы расселившиеся в Аухе послужили ядром в формировании нового, уже теперь равнинного общества. Неизвестно насколько повлияли переселенцы из Акка на этногенез аккинцев-ауховцев — в большей, например, по мнению И. А. Арсаханова, или в меньшей, например, по мнению Н. Г. Волковой, степени. Сегодня известно, что этногруппа аккинцев-ауховцев представляла/представляет смешанное в племенном/тайповом отношении общество, образованное выходцами из Нохчий-мохк/Ичкерии (нохчмахкахойцы/ичкеринцы), Орстхой-мохк (орстхойцы/карабулаки), Галайн-чожа, Нагорной Ингушетии, в небольшой степени Дагестана (аварцы, даргинцы, кумыки) и других.

#### Альтернативные гипотезы
Во второй половине 1980-х годов некоторые чеченские исследователи стали пересматривать историю заселения аккинцами-ауховцами современных дагестанских территорий. Начала формироваться концепция, удревняющая начало переселения на равнину и преувеличивавшая роль нахских обществ в местной средневековой истории. Используя эту идею в 1990-е годы руководство Ичкерии под лозунгом ирредентизма претендовало на дагестанские территории, объявляя Терско-Сулакское междуречье неотъемлемой частью «древних чеченских земель», а «Хасавюрт — священной землёй вайнахов» (см. § Территориальные претензии Ичкерии). Высказывались неподтверждённые предположения, что селения аккинцев-ауховцев располагались на всём пространстве между реками Терек, Сулак и Каспийским морем. Сокращение их территории связывали с завоеваниями Монгольской империи (XIII век, Поход Джэбэ и Субэдэя, Западный поход монголов), Золотой Орды (XIII—XIV века) и нашествием Тимура (кон. XIV века, война с Золотой Ордой). Некоторые исследователи начали продвигать откровенно маргинальные гипотезы о формировании аккинцев-ауховцев в эпоху начала 1-го тысячелетия (напр. А. А. Адисултанов, 1992).

### Контакты с аварцами, кумыками и русскими (XVI—XVIII вв.)
С самого начала формирования этногруппы аккинцев-ауховцев они вступили в тесный контакт с тюркоязычными кумыками, создавшими на Кумыкской плоскости несколько феодальных владений. C XVI века (а, возможно, и ранее) возник кумыкско-нахский культурный обмен — аккинцами-ауховцами от кумыков был воспринят ислам, оказавший на них важнейшее влияние; для аккинского диалекта контакты характеризовались интенсивными лексическими заимствованиями из кумыкского языка, вплоть до использования тюркских личных имён. Существуют сообщения о сопротивлении аккинцев-ауховцев попыткам закабалить их кумыкскими феодальными владельцами, например, убийство кумыкских «князей» у селения Элийбаввинчу. У. Лаудаев пишет, что и в конце XVIII века небольшая часть аккинцев-ауховцев платила ясак кумыкам, «и то болѣе добровольно, подражая прочимъ жителямъ кумыкской плоскости, чѣмъ понуждаемая къ тому силою [кумыкских] князей».
По мнению У. Лаудаева горные аккинцы изначально переселились в предгорья под покровительство аварского хана, но к концу XVIII века они полностью освободились от его владычества.
К середине XVI века на Северо-Восточном Кавказе начинало расти влияние Русского царства, строились форпосты русской экспансии — Терский и Сунженский остроги, что приводило к ориентации ряда местных феодальных владельцев на Москву. Русские документы XVI—XVII веков дают множество сведений об аккинцах-ауховцах (вероятно, старорусск. ококи), как живущих в Аухе (вероятно, старорусск. Окоцкая земля), так и принявших подданство Москвы — жителях, так называемой Окоцкой слободы в Терском городе. Особое место в русских документах занимают контакты значимого владельца аккинцев-ауховцев Шиха Окоцкого (1540? — 1596 гг.) с русской администрацией. Согласно летописям, в конце XVI века именно его убийство кумыкским владельцем и послужило причиной переселения части аккинцев-ауховцев из Ауха в Терский город.
Конфликты с соседями, а также усиливающаяся давление Российской Империи, приводили к тому, что крупные селения аккинцев-ауховцев часто подвергались разорению, а их жители истреблялись. Возможно, после таких набегов уцелевшее население уходило в глухие леса, где возникало множество хуторов.

### Кавказская война (XIX в.)
В XIX веке, согласно сведениям сподвижника Шамиля политического деятеля и исследователя Ю.-Х. Сафарова, аккинцы-ауховцы, совместно с гехинцами, шалинцами, мичиковцами и салатавцами, относилось к обществам, которые характеризовались как «находящіеся в лѣсахъ, и состоящія из чеченцевъ и тавлинцевъ». Хозяйственная деятельность их заключалась в хлебопашестве, скотоводстве и пчеловодстве. Двумя главными населёнными пунктами аккинцев-ауховцев были Акташ-Аух и Юрт-Аух. До 1840 года аккинцы-ауховцы «были покорны» Российской империи, их земли включались в Терскую область и управлялись главным лезгинским приставом. Собственно на территории Ауха какое-то время существовала российская административная единица — Ауховский округ, упразднённая ко второй половине XIX века.
В 1840 году аккинцы-ауховцы «отложились» и, наряду со многими другими северокавказскими народами и народностями, участвовали в Кавказской войне на стороне Северо-Кавказского имамата. На территории проживания аккинцев-ауховцев была образована своеобразная административная единица имамата — Ауховское наибство. По данным Ю.-Х. Сафарова, от этого наибства выставлялось 530 воинов — 200 конных и 330 пеших, также известно имя одного из аккинско-ауховских наибов — Хату. В 1841 году русскими войсками были снова покорены Акташ-Аух и Юрт-Аух, а жители были переселены на кумыкские земли близ крепости Внезапной. В 1857 году в лесах были прорублены 10 вёрст дорог (около 10,6 км) для сообщения с Аухом. В 1859 году аккинцы-ауховцы были окончательно покорены Российской империей.
В статье 1885 года о ауховцах говорится следующее:

Аух сильное и относительно богатое общество Чеченского племени. Несмотря на близость наших укреплений, оно долго сохраняло свою независимость. Несколько раз отряды проникали туда, разоряли несколько аулов, несли немалые потери, но результатов этим не достигалось никаких. Ауховцы умели отлично пользоваться гористо-лесистою местностью, укрепили доступы завалами и чем-то вроде укрепления, носившего у нас название «Гойтемировских ворот.» Зимою с 1856 на 1857-й год укрепление это обходом было взято отрядом барона Николаи, и тотчас Вырубленная широкая просека открыла нам свободный доступ в Аух.

### Советский период (XX в.)

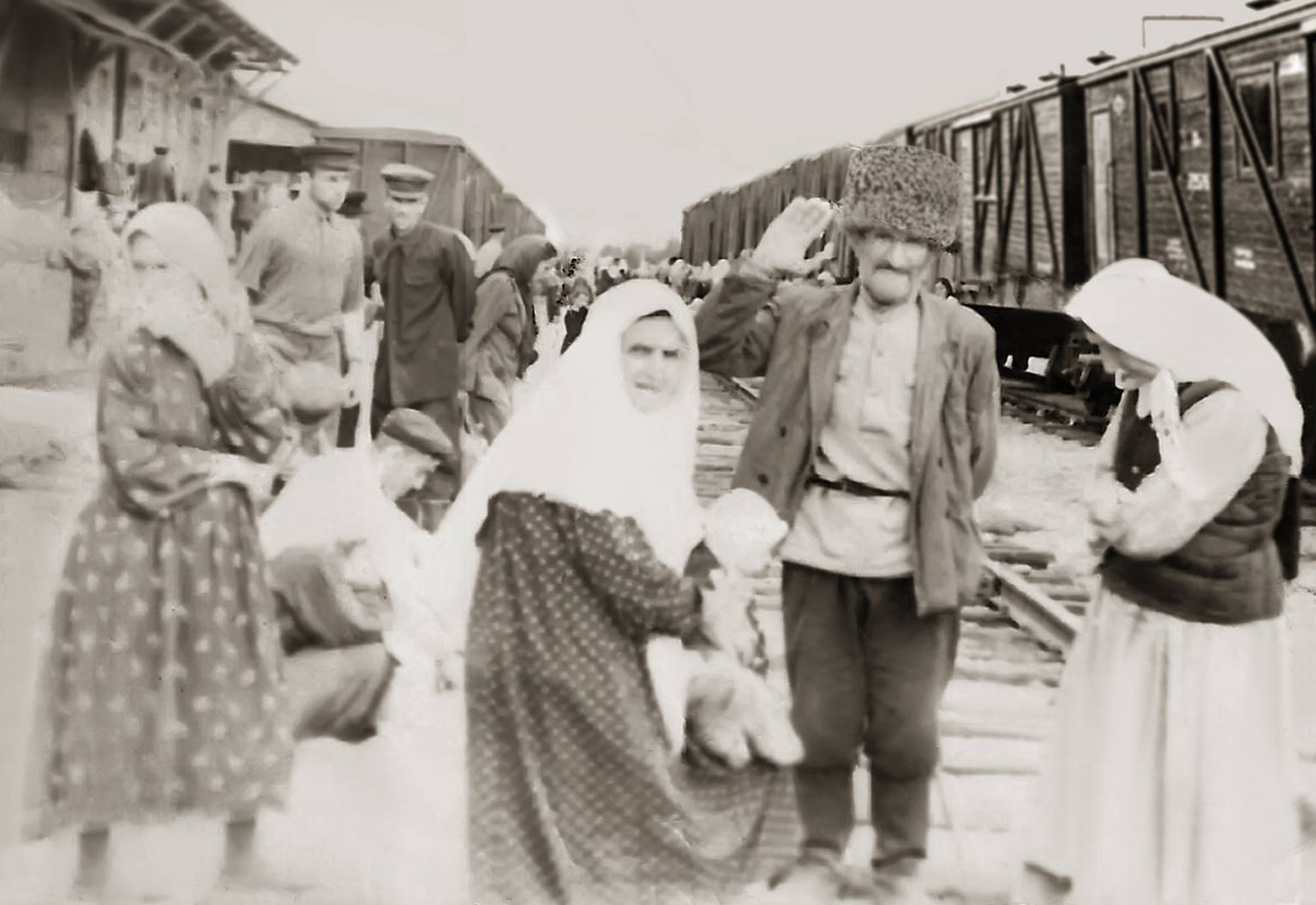
Возвращение депортированных аккинцев-ауховцев домой (жители села Калинин-Аул (Юрт-Аух), вокзал города Фрунзе, 1957 год).

С приходом советской власти на Кавказ аккинцы-ауховцы пережили интеграцию в социалистическое общество СССР; административно их земли оказались включены в границы Дагестанской АССР (РСФСР). В период раскулачивания и коллективизации, в связи с ликвидацией хуторской системы, некоторые малые хозяйства аккинцев-ауховцев были снесены или сожжены, а большинство их владельцев репрессированы как «антисоветские элементы» и сосланы в Сибирь. Позднее также были засвидетельствованы акции по притеснению местного населения властями. Например, известны рассказы об уничтожении селения Мажгара, в связи с ложным обвинением в убийстве здесь партийного работника (уцелевшие жители переселены в соседние хутора и селения).
С разрешения властей ДАССР 5 октября 1943 года аккинцы-ауховцы образовали свой национальный Ауховский район (территория совр. Новолакского и части Казбековского районов) с центром в Ярыксу-Аух (совр. Новокули). Но в конце февраля 1944 года аккинцы-ауховцы, разделив трагическую участь с другими вайнахами, были принудительно выселены в Среднюю Азию (Казахскую и Киргизскую ССР); Ауховский район власти расформировали, заселив его представителями других народностей Дагестана.
В период с 1957 по 1960 годы большинство аккинцев-ауховцев вернулось в ДАССР, однако, руководство республики запретило им жить на земле своих предков — в Новолакском и Казбековском районах (это удалось лишь единицам). В связи с ограничениями аккинцы-ауховцы стали селиться в населённых пунктах республики, которые указывали им власти (законодательно этот запрет был оформлен постановлением Совета министров ДАССР от 16 июля 1958 года). Вплоть до 1961 года аккинцы-ауховцы вели борьбу за возвращение в исконные места проживания, после чего, по мнению ряда исследователей, под угрозой новых репрессий им пришлось временно отказаться от своих притязаний.
Дальнейшие события показали, что фактически аккинцы-ауховцы никогда не оставляли попытки вернуть свои бывшие жилища занятые аварцами и лакцами. Возникшая межэтническая напряжённость приводила к столкновениям, иногда с трагическими последствиями. В 1964 году аккинцы-ауховцы предприняли очередную попытку вернутся на свои родные места, действуя организованно и подчёркивая мирный характер своей акции. Руководство ДАССР пришло в замешательство и объявило эти действия «беспорядками», хотя никаких репрессивных мер против участников событий тогда не предприняли. Ещё раз аккинцы-ауховцы попробовали вернутся в свои дома в 1976 и 1985 годах в селе Чапаево (чечен. Кешен-Эвла), а в 1989 году во многих исконных аккинско-ауховских сёлах. В ответ на эти действия местное партийное руководство начало настраивать аварцев и лакцев против аккинцев-ауховцев. 3 июля 1989 года был организован митинг с требованиями выселить аккинцев-ауховцев из Дагестана.

### Постсоветский период (кон. XX — нач. XXI вв.)
В период распада СССР аккинцы-ауховцы, как всё население страны и ДАССР в частности, ощущали на себе процессы развала государства — системную дезинтеграцию в народном хозяйстве, социальной структуре, общественной и политической сфере. В апреле 1991 года в Махачкале состоялись очередные массовые выступления аккинцев-ауховцев, под влиянием которых, в июне того же года III съезд народных депутатов Дагестана принял постановление о восстановлении Ауховского района, согласовав это решение с лакским населением Новолакского района. Формально проблема автономии аккинцев-ауховцев была решена. Начались мероприятия по переселению оттуда лакцев и вселению аккинцев-ауховцев. Однако, начиная с осени 1991 года, не дожидаясь окончания сложных мероприятий по переселению лакцев, рассчитанных на несколько лет, аккинцы-ауховцы пытались силой овладеть местными землями и поселениями, а также стали предъявлять территориальные претензии к соседним районам Дагестана.
В июле 1991 года, в результате т. н. «Чеченской революции», объявила о своём суверенитете непризнанное государственное образование Чеченская Республика Ичкерия. В этот период у соседствующих с ней аккинцев-ауховцев появилась тенденция отождествлять себя с этим новым государственным образованием. На въезде в Новолакский район был установлен щит с её гербом, по некоторым свидетельствам аккинцы-ауховцы, считая себя гражданами ЧРИ, участвовали в выборах её президента. С начала Первой чеченской войны (1994—1996 гг.) вооружённые формирования ЧРИ постоянно пополнялись жителями других регионов. Из Дагестана в качестве добровольцев или наёмников прибыло около 600 аккинцев-ауховцев и аварцев.

#### Территориальные претензии Ичкерии
Во время российско-чеченского конфликта, со стороны руководства Ичкерии всё более давали о себе знать претензии на дагестанские территории и стремление получить остро необходимый в сложившейся геополитической обстановке выход к Каспийскому морю. Известно выражение А. А. Масхадова о том, что «Хасавюрт — священная земля вайнахов». Сходные настроения охватили и аккинцев-ауховцев. Некоторые чеченские исследователи развивали концепцию, согласно которой Терско-Сулакское междуречье являлось неотъемлемой частью «древних чеченских земель». Опираясь на эти утверждения, в 1998 году Ш. С. Басаевым и М. С. Удуговым был создан исламистский «Конгресс народов Ичкерии и Дагестана», а в августе—сентябре 1999 года отряды «Исламской миротворческой бригады» под командованием Ш. С. Басаева и А. ибн аль-Хаттаба совершили попытку вооружённого нападения на Дагестан (операция по вторжению в земли аккинцев-ауховцев получила название «Имам Гамзат-Бек»).

### Современность (XXI в.)
В наши дни Ауховский район до сих пор не восстановлен. Руководство Республики Дагестан проводит некоторые действия для решения проблемы аккинцев-ауховцев, эффективность которых оценивается по-разному. Например, сегодня происходит постепенное переселение лакцев из Новолакского района ближе к Махачкале в Новострой и возвращение аккинцев-ауховцев в свои прежние сёла. 18 октября 2000 года постановлением Государственного Совета Республики Дагестан № 191 чеченцы-аккинцы были отнесены к коренным малочисленным народам Республики Дагестан. Однако, аккинцы-ауховцы продолжают постоянно выступать с требованием довести до конца их реабилитацию. Очередной митинг они провели 23 февраля 2004 года в ознаменование 60-летней годовщины депортации вайнахских народов.

## Культура

### Язык
Аккинцы-ауховцы являлись/являются носителями аккинского диалекта чеченского языка (в школах, где учатся дети аккинцев-ауховцев, с советского периода им преподают литературный чеченский). В наши дни в Российской Федерации они также используют русский язык.
Согласно современной лингвистической классификации, аккинский диалект входит в аккинско-орстхойское наречие (устар. галанчожское) и относится к вайнахскому языковому кластеру нахской ветви нахско-дагестанских языков. Выделить аккинский диалект собственно как диалект, а не самостоятельный язык, предложил профессор, д.ф.н. И. А. Арсаханов. У различных исследователей встречаются различные наименования для аккинского диалекта — ауховский, аухский, равнинноаккинский, aukx, aukhov, auх, lower akkin, east akkin. Также встречаются и различные варианты написания самоназвания диалекта — арар-аькхийн, arara-äqqiin. Лингвист, к.ф.н. Ю. Б. Коряков выделяет внутри диалекта два говора — ауховский собственно (aukh proper, до депортации 1944 года носители проживали в среднем течении рек Аксай, Ямансу, Ярыксу) и парчхоевский (parchkhoy, pharchkhoy, самоназв. — пхьарчхойн, pẋarçxojn, до депортации 1944 года носители проживали в среднем течении реки Акташ, сёлах Акташ-Аух и Юрт-Аух).
Лингвисты считают, что аккинский диалект занимает промежуточное положение между чеченским и ингушским языками (напр. И. А. Арсаханов, 1959; Ю. Б. Коряков, 2006). Однако, ряд исследователей относят его только к чеченскому языку. И. А. Арсаханов, сам аккинец-ауховец, автор единственной научной монографии посвящённой аккинскому диалекту («Аккинский диалект в системе чечено-ингушского языка»), отмечал, что по ряду особенностей аккинский диалект тяготеет к чеченскому, но всё же, классифицировал его как промежуточный диалект между чеченским и ингушским языками.

### Имена
В конце 1950-х годов И. А. Арсаханов предложил ономастику-антропонимику в аккинском диалекте условно разбить на три периода. Первый — когда аккинцы ещё не расселились в Аухе, а жили в горной Акка, тогда они не исповедовали ислам и не испытывали влияния соседства других народов. В этот период, по мнению лингвиста, зародился древний пласт собственно аккинской антропонимики. Второй период — время переселения аккинцев с гор и формирования этногруппы аккинцев-ауховцев в Аухе. В это время они воспринимают через кумыков ислам, который оказал на саму этногруппу и на их диалект сильное влияние. Период охватывает заимствования имён из арабского языка. Третий период — начинается почти одновременно со вторым. Аккинцы-ауховцы соседствуют с тюркоязычными кумыками, с которыми осуществляют некоторый культурный обмен. Период характеризуется интенсивным лексическим заимствованием из кумыкского языка.
Отчества в аккинском диалекте восходят к именам мужчин: Ахьмада кӏант Мухьмад — Магомед Ахмедович (букв. Магомед Ахмеда сын), Хӏашама кӏант Дахьид — Давид Хашимович (букв. Давид Хашима сын). Фамилия брались от имени дедушки по отцовской линии Ахьмада кӏант Саӏид — Ахмедов Саид (букв. Саид сын сына Ахмеда). В советской практике фамилии у аккинцев-ауховцев конструировались как у русских: Ахмедов, Хашимов и т. д. Современные аккинцы-ауховцы помимо указанных заимствований активно используют чеченские имена.
| Имена в аккинском диалекте (по И. А. Арсаханову, 1959)      | | | |
|                                                             | Древний пласт собственно аккинских имён                                                                        | Заимствования из арабского языка | Заимствования из кумыкского языка |
| муж. имена                                                  | Бахьа, Боти, Бугӏа, Ваха, Гӏойтӏкъа, Гӏяри, Даса, Дуги, Дуда, Манцӏа, Маӏи, Мацӏа, Чаги                        | Абу-Муслам, Адам, Ахьмад, Бавадди, Джабраил, Зайнди, Iабдал-Къядар, Iабдулла, Iалвадди, Iизраил, Мовладди, Мухьмад, Тажадди, Хьадас, Шамсти                              | Байгери, Байӏала, Баймард, Баймирза, Байсолта, Байхьажа, Бекболат, Бексолта, Биболат, Бисолта, Гӏоймарза, Паша, Солтха, Товбазар, Хаболат, Хапаша, Элбазар, Элмас |
| жен. имена                                                  | Батли, Бечи, Гӏисту, Iаби, Майпарз, Мингау, Муи, Мукӏар, Узи, Хати, Чавка                                      | Вахьидат, Джамилат, Зарипат, Изахьат, Кабират, Калимат, Маликат, Пайхамат, Самихьат, Себибат, Себилат, Совдат, Хьабибат, Хадижат, Халипат, Язимат, Ялимат                | Айлакхаз, Аьрубика, Аьругӏаз, Джаянгӏаз, Залбика, Зулайха, Нагӏаз, Нурбика, Пирдовгӏаз, Тамагӏаз, Умрайха                                                         |
| Другие имена употребляемые современными аккинцами-ауховцами | | | |
|                                                             | Чеченские имена                                                                                                | Арабские имена | Тюркские имена |
| муж. имена                                                  | Висамудин, Висамурад, Висарпаша, Висраил, Висхаж (чеч.-араб.), Зелимхан (чеч.-араб.-тюрк.), Леча, Турпал и др. | Азамат, Али, Джохар (араб.-перс.), Ибрагим, Идрис, Имам, Ислам, Исмаил, Магомед, Малик, Муслим, Ризван, Салман, Сулейман, Тахир, Умар, Хамзат, Хасан, Хусайн, Юнус и др. | Алихан (араб.-тюрк.), Арслан, Ильяс, Султан, Юсуп и др. |
| жен. имена                                                  | | | |

### Рассказы-анекдоты про аккинцев-ауховцев
У представителей различных вайнахских обществ было принято подшучивать и подтрунивать одно над другим. В рукописи У. Лаудаева «Чеченское племя» зафиксированы некоторые рассказы-анекдоты, отражающие своеобразный для своего времени юмор про аккинцев-ауховцев, шотоевцев и назранавцев/галгаевцев. Ряд рассказов-анекдотов про аккинцев-ауховцев приведённые У. Лаудаевым:

Пошли три ауховца къ кумыкамъ учиться ихъ языку; пробыли три года и выучились говорить всѣ трое три фразы, т. е. каждый по одной. Первый зналъ одно слово бизъ т. е. мы, второй — хальва учунъ, т. е. за халву (халва — сладкое тѣсто), а третій зналъ слова жанъ чыксынъ аузна, т. е. пусть душа вылѣзетъ черезъ ротъ. Возвращаясь домой, они безпрестанно повторяли эти слова, чтобы вовсе не забыть ихъ. На дорогѣ увидѣли они зарѣзаннаго человѣка и начали его осматривать; вышедшіе на тревогу родственники зарѣзаннаго подѣехали къ нимъ и спрашивали, не знаютъ-ли они, кто убійца? Первый ауховецъ преспокойно отвечаетъ: бизъ т. е. мы. Кумыки удивились, что они такъ легко сознаются въ убійствѣ, и спросили: что онъ вамъ сдѣлалъ за что вы его убили? Тогда второй сказалъ: хальва учунъ, т. е. за халву. Кумыки удивились ещё болѣе и, упрекали ихъ, говоря: развѣ можно убивать мусульманина за халву? Чтобы не отстать отъ товарищей въ знаніи кумыкскаго языка, третій сказалъ: жанъ чыксынъ аузна, т. е. пусть вылѣзетъ его душа черезъ ротъ. Раздражённые ихъ отвѣтами, кумыки перебили ихъ.

Сидѣли ауховцы кружкомъ, вытянувъ въ центръ ноги; на всѣхъ были желтые сапоги, только-что купленные на базарѣ. Подъѣхавшій всадникъ сказалъ имъ: что вы дѣлаете и почему не идете домой? уже вечерѣетъ. Ауховцы отвѣчали: «мы не можемъ разобрать нашихъ ногъ, они всѣ желтыя», и просили его помочь имъ. Съ охотою, сказалъ всадникъ, и началъ бить ихъ нагайкой: отъ боли они повскакивали на ноги и благодарили всадника за оказанную услугу.

Шли ауховцы по полю, увидали нору. Пологая, что въ ней сидитъ лисица, одинъ изъ нихъ влѣзъ въ нору. Къ несчастью, въ норѣ была не лиса, а медвѣдь, и лишь только ауховецъ всунулъ туда голову, медвѣдь свернулъ её съ шеи. Трепетавшагося ауховца вытащили изъ норы и, не видя на немъ головы, спрашивали другъ друга, была-ли она на немъ. Никто не могъ дать утвердительный отвѣтъ. Призвали изъ аула его жену и спросили её, была-ли на немъ голова. «Была-ли на немъ голова, признаться и я не знаю», сказала она, «но знаю, что шила ему ежегодно папахъ».

Шли ауховцы по крутому и обрывистому берегу рѣки и увидѣли въ пропасти мѣшокъ. Какъ-бы его достать, разсуждали они. Взявъ другъ друга за руки, они составили изъ себя цѣпь; изъ нихъ первое звено ухватилось рукою за дубъ, а цѣпь спустилась въ пропасть за мѣшкомъ. Къ несчастію, у перваго звена почесалось въ головѣ; онъ просилъ второе осводить на минуту руку, чтобы почесаться. «Ну, скорѣй-же» сказало второе звено и освободило руку; всѣ остальные погибли.